# Zemská silnice B40
Zemská silnice Mistelbacher Straße B40 je vedena severovýchodní částí Dolního Rakouska. Začíná u města Hollabrunn a směřuje na východ. Prochází městy Ernstbrunn, Mistelbach a Zistersdorf. Tady se stočí k jihovýchodu a končí nedaleko hranic se Slovenskem v obci Dürnkrut napojením na silnici Bernstein Strasse B49. Celková délka silnice je zhruba 77 km.

## Popis
| km   | Místo               | Popis                                                                              | m n. m. |
| ---- | ------------------- | ---------------------------------------------------------------------------------- | ------- |
| 0    | Hollabrunn-Nord     | Z kruhového objezdu na silnici B303 výjezd na jih                                  | 239     |
| 0,8  |                     | úrovňový přejezd železniční trati                                                  | 226     |
| 0,95 |                     | most přes potok Göllersbach                                                        | 224     |
| 1,6  | Hollabrunn          | průjezd městem                                                                     | 229     |
| 5,2  | Wieselsfeld         | průjezd obcí                                                                       | 282     |
| 7,5  | Kleinstetteldorf    | průjezd obcí                                                                       | 238     |
| 9,6  | Eggendorf im Thale  | průjezd obcí                                                                       | 245     |
| 11,2 | Altenmarkt im Thale | průjezd obcí                                                                       | 248     |
| 14,2 | Enzersdorf im Thale | průjezd obcí                                                                       | 260     |
| 28,2 | Ernstbrunn          | průjezd městem                                                                     | 290     |
| 29,5 |                     | křižovatka s Laaer Straße B6 – kruhový objezd                                      | 258     |
| 30,1 |                     | úrovňový železniční přejezd s Lokalbahn Komeuburg-Hohenau                          | 252     |
| 31   | Thomasl             | průjezd obcí                                                                       | 248     |
| 34   | Pürstendorf         | průjezd obcí                                                                       | 226     |
| 39,5 | Ladendorf           | průjezd městysem                                                                   | 212     |
| 43   | Paasdorf            | podjezd pod tratí Wien- Raaber Bahn                                                | 202     |
| 43,5 | Paasdorf            | průjezd městysem                                                                   | 202     |
| 46,5 | Mistelbach          | úrovňový železniční přejezd s Lokalbahn Komeuburg                                  | 201     |
| 47,5 | Mistelbach          | průjezd městem + křižovatka se Staatzer Straße B46                                 | 199     |
| 54   | Wilfersdorf         | úrovňový železniční přejezd s Lokalbahn                                            | 184     |
| 54,5 |                     | úrovňová křižovatka s Brünner Straße B7                                            | 198     |
| 61   | Maustrek            | průjezd obcí                                                                       | 205     |
| 67   | Zistersdorf         | průjezd obcí                                                                       | 190     |
| 77   | Dürnkrut            | konec B40 na křižovatce s ulicí Bernsteinstraße připojením na Bernstein Straße B49 | 150     |

Poznámka: v tabulce uvedené kilometry a nadmořské výšky jsou přibližné.